# Curtis Jones (labdarúgó)
Curtis Julian Jones (Liverpool, 2001. január 30.) angol utánpótlás-válogatott labdarúgó, középpályás, a Liverpool játékosa.

## Pályafutása

### Klubcsapatokban
A liverpooli születésű Jones kilencéves korában lett a Liverpool akadémiájának tagja. 2018 januárjában mutatkozott be az U23-as csapatban, februárban pedig aláírta első profi szerződését is.
2018. április 7-én bekerült a felnőtt csapat Everton ellen nevezett keretébe, de akkor játéklehetőséget még nem kapott.
A 2018–19-es szezon előtt részt vett az első csapat felkészülésében, Jürgen Klopp menedzser több alkalommal is dicsérte mozgékonyságát és játékkészségét.
Az első csapatban 2019. január 7-én mutatkozott be tétmérkőzésen egy Wolverhampton Wanderers elleni FA-kupa-mérkőzésen. Ezt követően szeptember elején, egy Milton Keynes Dons elleni Ligakupa-találkozón kapott újra lehetőséget a német edzőtől.
Októberben az Arsenal elleni Ligakupa-mérkőzésen ő értékesítette csapata továbbjutását jelentő tizenegyesét.
A Premier League-ben december 7-én mutatkozott be, csereként állt be az AFC Bournemouth elleni bajnokin.
2020. január 5-én a városi rivális Everton ellen látványos gólt szerzett az FA-kupában, csapata pedig 1–0-ra megnyerte a mérkőzést és továbbjutott.

### A válogatottban
Többszörös utánpótlás-válogatott, szerepelt az U16-os, U17-es, U18-as és U19-es korosztályos csapatokban is. 

## Statisztika
2020. július 26-án frissítve.
| Klub           | Szezon         | Bajnokság      | Bajnokság     | Bajnokság | FA-kupa       | FA-kupa | Ligakupa      | Ligakupa | Egyéb         | Egyéb | Összesen      | Összesen |
| Klub           | Szezon         | Bajnokság      | Pályára lépés | Gól       | Pályára lépés | Gól     | Pályára lépés | Gól      | Pályára lépés | Gól   | Pályára lépés | Gól      |
| -------------- | -------------- | -------------- | ------------- | --------- | ------------- | ------- | ------------- | -------- | ------------- | ----- | ------------- | -------- |
| Liverpool      | 2018–19        | Premier League | 0             | 0         | 1             | 0       | 0             | 0        | 0             | 0     | 1             | 0        |
| Liverpool      | 2019–20        | Premier League | 6             | 1         | 4             | 2       | 2             | 0        | 0             | 0     | 12            | 3        |
| Liverpool U21  | 2019–20        | —              | —             | —         | —             | —       | —             | —        | 1             | 0     | 1             | 0        |
| Karrier összes | Karrier összes | Karrier összes | 6             | 1         | 5             | 2       | 2             | 0        | 1             | 0     | 14            | 3        |

## Sikerei, díjai
Anglia U21
- U21-es Európa-bajnokság: 2023

Liverpool
- Angol bajnok: 2019–20
- FIFA-klubvilágbajnokság: 2019[13]

Egyéni elismerés
- UAE Sports Chain Cup, a torna legjobb játékosa: 2019[14]